# Lätt flugvikt i boxning vid olympiska sommarspelen 2000
Resultat från boxning vid olympiska sommarspelen 2000 och herrarnas lätta flugvikt. De 27 boxarna vägde under 48kg. Tävlingarna arrangerades i Sydney Convention and Exhibition Center, hallarna 3 och 4.

## Medaljörer
| Klass         | Guld                      | Silver                  | Brons                   |
| Lätt flugvikt | Brahim Asloum · Frankrike | Rafael Lozano · Spanien | Kim Un-Chol · Nordkorea |
| Lätt flugvikt | Brahim Asloum · Frankrike | Rafael Lozano · Spanien | Maikro Romero · Kuba    |

## Första omgången
| Boxare             | Land       | Resultat | Land        | Boxare            |
| ------------------ | ---------- | -------- | ----------- | ----------------- |
| Kim Un-Chol        | Nordkorea  | RSC-4    | Lesotho     | Sebusiso Keketsi  |
| Liborio Romero     | Mexiko     | 16-15    | Algeriet    | Mbarek Soltani    |
| Ivanas Stapovičius | Litauen    | 9-3      | Uganda      | Muhamed Kizito    |
| Kim Ki-suk         | Sydkorea   | 9-5      | Indien      | Suresh Singh      |
| Masara Lapaene     | Indonesien | 10-5     | Puerto Rico | Ivan Calderón     |
| Brahim Asloum      | Frankrike  | 12-3     | Egypten     | Mohamed Rezkalla  |
| Brian Viloria      | USA        | 8-6      | Ryssland    | Sergej Kazakov    |
| Suban Punnon       | Thailand   | 16-6     | Uzbekistan  | Dilshod Yuldashev |
| Valeri Sidorenko   | Ukraina    | 12-7     | Brasilien   | José Albuquerque  |
| Maikro Romero      | Kuba       | 15-1     | Venezuela   | José Luis Varela  |
| Marian Velicu      | Rumänien   | 20-8     | Turkiet     | Ramazan Ballioglu |

## Andra Omgången
Fem boxare deltog inte i första omgången och började direkt i andra omgången.
| Boxare             | Land      | Resultat | Land         | Boxare            |
| ------------------ | --------- | -------- | ------------ | ----------------- |
| Rafael Lozano      | Spanien   | 17-15    | Filippinerna | Danilo Lerio      |
| Suleiman Bilali    | Kenya     | RSC-1    | Sydafrika    | Phumzile Matyhila |
| Kim Un-Chol        | Nordkorea | 20-8     | Ungern       | Pál Lakatos       |
| Ivanas Stapovičius | Litauen   | 24-11    | Mexiko       | Liborio Romero    |
| Kim Ki-suk         | Sydkorea  | 8-4      | Indonesien   | Masara Lapaene    |
| Brahim Asloum      | Frankrike | 6-4      | USA          | Brian Viloria     |
| Valeri Sidorenko   | Ukraina   | RSC-1    | Thailand     | Suban Punnon      |
| Maikro Romero      | Kuba      | RSC-4    | Rumänien     | Marian Velicu     |

## Kvartsfinaler
| Boxare        | Land      | Resultat | Land     | Boxare             |
| ------------- | --------- | -------- | -------- | ------------------ |
| Rafael Lozano | Spanien   | 11-10    | Kenya    | Suleiman Bilali    |
| Kim Un-Chol   | Nordkorea | 22-10    | Litauen  | Ivanas Stapovičius |
| Brahim Asloum | Frankrike | 12-8     | Sydkorea | Kim Ki-suk         |
| Maikro Romero | Kuba      | 12-5     | Ukraina  | Valeri Sidorenko   |

## Semifineler
De två som inte gick vidare till final fick dela på bronset.
| Boxare        | Land      | Resultat | Land      | Boxare        |
| ------------- | --------- | -------- | --------- | ------------- |
| Rafael Lozano | Spanien   | 15-10    | Nordkorea | Kim Un-Chol   |
| Brahim Asloum | Frankrike | 13-12    | Kuba      | Maikro Romero |

## Final
| Boxare        | Land      | Resultat | Land    | Boxare        |
| ------------- | --------- | -------- | ------- | ------------- |
| Brahim Asloum | Frankrike | 23-10    | Spanien | Rafael Lozano |